# Russisch-Armenische Universität

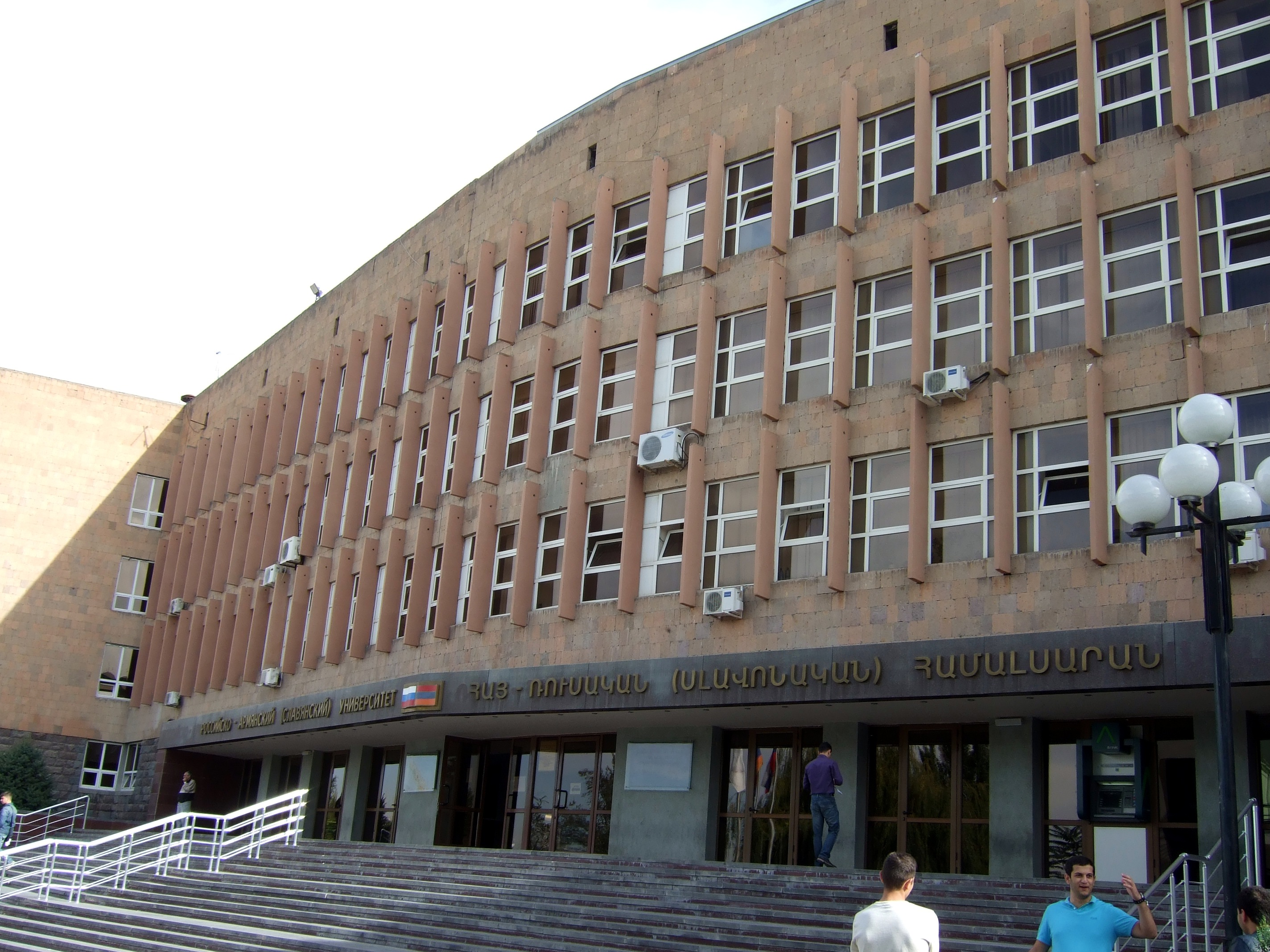
Universitätsgebäude (2013)

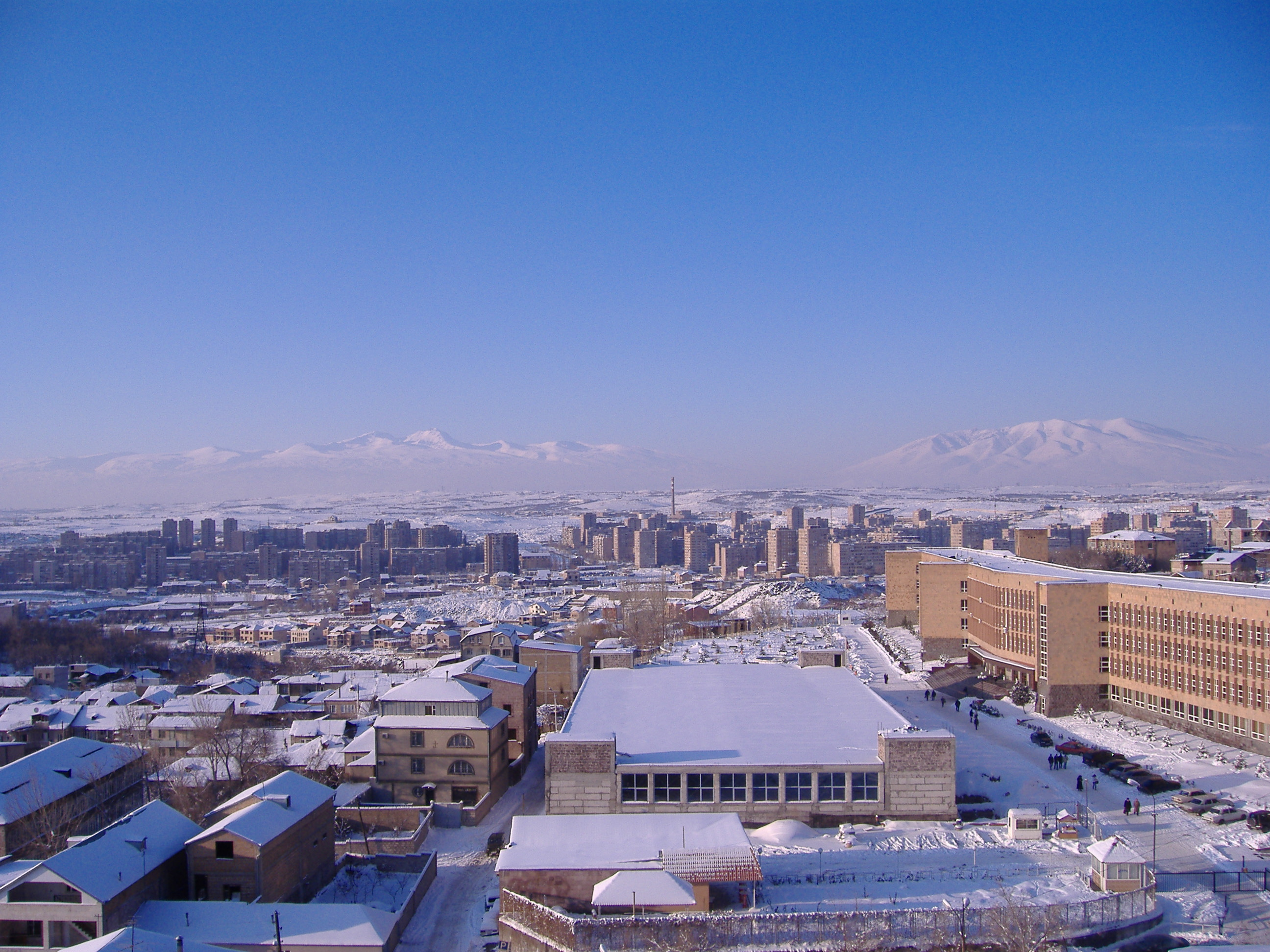
Campus der Universität (rechts, 2006)

Die Russisch-Armenische (Slawische) Staatliche Universität, kurz auch RAU, (russisch Российско-армянский (славянский) государственный университет; armenisch Հայ-ռուսական (սլավոնական) համալսարան) ist eine russischsprachige Universität in der armenischen Hauptstadt Jerewan.

## Geschichte
Die Gründung begann 1997 auf Initiative der russischen und armenischen Regierung, sie steht bis heute unter Kontrolle beider Regierungen. 1999 konnten sich schließlich die ersten Studenten einschreiben. 2005 wurde die Universität schließlich auch vom russischen Bildungsministerium akkreditiert.
Die Zahl der angebotenen Studiengänge hat sich seit der Gründung beständig erhöht.
Seit 2009 ist auch eine Schule mit dem Namen „Usmunk“ an die Universität angeschlossen, die sich durch einen besonders intensivierten Russischunterricht auszeichnet.

## Fakultäten
Es gibt folgende Fakultäten:
- Angewandte Mathematik und Informatik
- Wirtschaft
- Fremdsprachen und regionale Studien
- Rechtswissenschaften
- Medizin und Biologie
- Politikwissenschaften
- Ingenieurwissenschaften und Technologie
- Journalismus
- Tourismus und Werbung